# Fontego del Megio

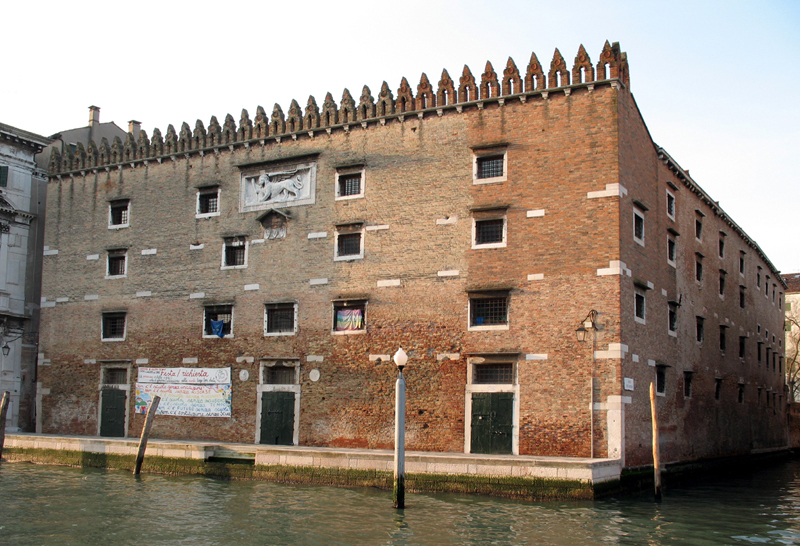
Fassade des Fontego del Megio, 2007

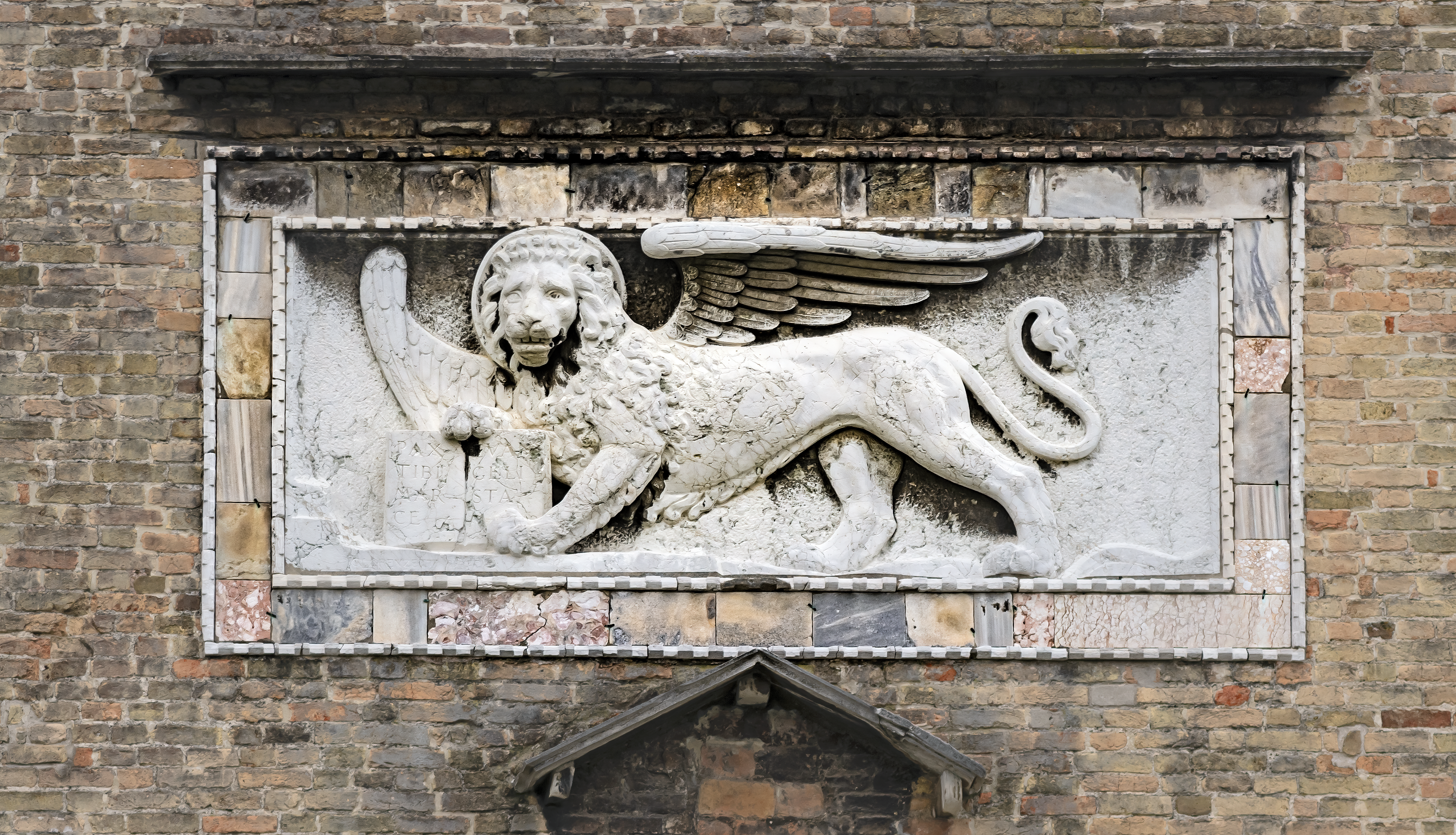
Markuslöwen

Der Fontego del Megio, selten Fondaco del Miglio, ist ein ehemaliger Speicher für Hirse in Venedig, der im 14. oder frühen 15. Jahrhundert am Canal Grande errichtet wurde. Das Gebäude befindet sich im Sestiere Santa Croce unmittelbar östlich des Fontego dei Turchi nahe der Kirche S. Stae. Die Fassade, die als einziges vom Gebäude übrig blieb, besteht aus Ziegeln und blickt nach Norden auf den Canal Grande. Die Seitenfassade blickt westwärts auf den Rio Fontego dei Turchi. Nur wenige Zierelemente, wie ein Hoheitszeichen mit dem Markuslöwen (130 × 335 cm) und ein Zinnenkranz, finden sich an dem Gebäude. Heute befindet sich hinter der Fassade eine Grundschule.

## Hirse und Hirsespeicher
Der Name leitet sich von den venezianischen Ausdrücken für Lagerhaus (fontego) und Hirse (megio, lat. mileum) ab. 1275 und 1346 spielte Mileum eine wichtige Rolle bei der Begrenzung einer Hungersnot in der Stadt, denn es war nicht genügend Weizen (frumentum) verfügbar. Diese Getreideart aber verlangte die Bevölkerung, da in ihren Augen nur weißes Brot akzeptabel war. Nur Arme und neu Zugewanderte aus ländlichen Verhältnissen akzeptierten dunkle Brotsorten. Während der Hungersnot von 1346 bestand bereits ein Hirsespeicher, doch ist nicht erkennbar, ob dieser Speicher an derselben Stelle stand, wie das heutige Gebäude.
Spätestens im 16. Jahrhundert galt es als Zeichen der vollkommenen Unfähigkeit eines Dogen, wenn er Hirse an die Bäcker verkaufen lassen musste, die es mahlen ließen und als Brot an die Bevölkerung weiterverkauften. Als 1570 der Doge Pietro Loredan starb, wurde verkündet: „El dose mejotto, che fa vender el pan de mejo ai pistori, xe morto!“ (‚Der Hirsedoge, der Hirsebrot an die Bäcker verkaufen ließ, ist tot!‘) Er hatte 1569 von dem ungeliebten Getreide verkaufen lassen.
Von der Hirsereserve hing im Notfall die Versorgung der Bevölkerung so sehr ab, dass 1423 der Beschluss gefasst wurde, eine Menge von 120.000 star oder staia Hirse dauerhaft einzulagern. Bei star handelt es sich um ein Hohlmaß, so dass das genaue Gewicht nur näherungsweise bestimmt werden kann. 120.000 star entsprachen rund 8.000 Tonnen. Schon 1275 hatte man etwa 4.500 Tonnen davon eingelagert, ob im Fontego del Megio ist allerdings nicht bekannt. Die Unbeliebtheit der Hirse hing möglicherweise nicht nur mit der Nachfrage nach weißem Weizenmehl zusammen, sondern auch damit, dass sie zuweilen schlecht oder zu lange gelagert wurde. So war es 1554 nicht möglich, von der auf 80.000 star fixierten Hirsereserve mehr als 74.000 aufzufinden, von denen wiederum ein erheblicher Teil bereits 8 bis 12 Jahre alt war.
Neben dem offenen Hirseverkauf existierte auch ein versteckter. Immer wieder sah man sich zwecks Preisregulierung gezwungen, dem Weizen- auch ein wenig Hirsemehl beizumengen, im schlimmsten Fall sogar Bohnenmehl. Aber auch die Weizenqualität schwankte sehr stark, was im Spätmittelalter zu einer geläufigen Einteilung in vier Qualitätsstufen von bestens bis schlecht führte.

## Gänge beim Hirsespeicher
Einige der Gänge in der Umgebung des Gebäudes weisen noch auf den Hirsespeicher hin. So gibt es etwa einen Sotoportego del Megio auf dem Weg Richtung Campo San Giacomo dall'Orio, dem größten Platz im Sestiere Santa Croce, ebenso wie eine Calle del Megio, eine ‚Hirsegasse‘ und eine Calle larga Fondaco del Megio. Über diese schmalen Gänge konnte die nahe wohnende Bevölkerung versorgt werden. Ansonsten wurde Hirse per Boot direkt zu den etwa 70 Lohnbäckern der Stadt verfrachtet, bzw. zu den Häusern, die berechtigt waren, dieses Getreide direkt zu erwerben und zu verarbeiten. Dazu zählten etwa Klöster.

## Umfunktionierung zur Grundschule
Heute befindet sich in dem Gebäude eine Grundschule, die Scuola primaria “Alessandro Manzoni” mit 13 Räumen und einem großen Garten auf der Rückseite des benachbarten Palazzo Priuli. Um diese Schule bauen zu können, erwarb die Kommune 1922 den leer stehenden Speicher und ließ, bis auf die Fassade, das gesamte Bauwerk abreißen. Die Jungenschule war für die Gemeinde San Cassiano (San Cassan) zuständig, Mädchen kamen erst in den 70er Jahren hinzu.